# 이구 (촉한)
이구(李球, 210 ~ 263년)는 중국 삼국시대의 촉한(蜀漢)의 장수이다.

## 생애
이회(李恢)의 조카로서 촉한(蜀漢)을 섬겼다.
263년, 우림우부독(祐臨右扶讀)으로서 제갈첨(諸葛瞻)부자와 함께 면죽관(綿竹關)을 지켰다. 제갈첨이 위(魏)의 군대와 싸우는 도중 자결하자, 제갈상(諸葛常)이 홀로 적진으로 공격하려하자, 장준(張遵)등과 함께 이를 말렸으나 제갈상은 거부하고 적진으로 돌진하여 죽었다.
이에 장준 등과 함께 면죽관에서 끝까지 항전하다 전사하였다.

## 가족 관계
- 이□(李□) (조부)
  - 이회(李恢) (숙부, 서열 불명)
    - 이유(李遺) (친척)

  - 이□(李□) (아버지, 서열 불명)
    - 이구(李球)

### 참고 자료
이회 이유